# 山縣三郎

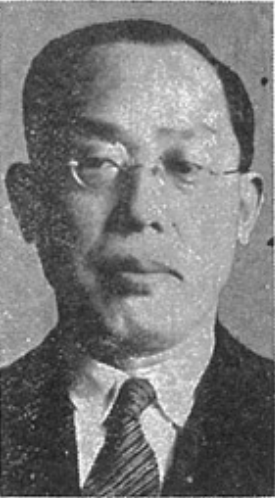
山縣三郎

山縣 三郎（やまがた さぶろう、1891年（明治24年）11月13日 - 1966年（昭和41年）10月1日）は、日本の内務・朝鮮総督府・台湾総督府官僚。官選栃木県知事。

## 経歴
東京府出身。公爵山縣伊三郎の三男として生まれる。学習院を経て、1917年7月、京都帝国大学法科大学政治学科を卒業。1919年10月、高等試験行政科試験に合格。同年11月、内務省に入省し東京府属となり内務部工務課勤務となる。
1920年3月、東京府理事官・内務部工務課長に就任。以後、同府内務部社会課長、福岡県理事官・内務部庶務課長、地方事務官・福岡県勤務、大阪府勤務、茨城県書記官・学務部長、朝鮮総督秘書官兼朝鮮総督府事務官、専任朝鮮総督府事務官、全羅南道内務部長、神奈川県書記官・学務部長、山形県書記官・内務部長、栃木県書記官・総務部長を歴任。1936年10月から1940年4月まで台湾総督府内務局長を務めた。
1940年4月、栃木県知事に就任し戦時体制の整備に尽力する。1942年1月に知事を退任した。同年に退官。その後、1951年8月まで公職追放となった。